# Maximilian Preibisch
Maximilian Preibisch, auch: Max Preibisch (* 23. November 1877 in Prasseditz, Böhmen; † 10. Januar 1940 in Boizenburg/Elbe) war ein in Deutschland lebender Bildhauer mit österreichischer Staatsbürgerschaft.

## Biografie
Preibisch wurde in dem kleinen böhmischen Ort Prasseditz in der Nähe des Kurortes Teplitz geboren. Nach dem Besuch der Bürgerschule folgte zunächst eine Ausbildung an der Teplitzer Fachschule für Keramik und verwandte Kunstgewerbe. Im Anschluss studierte er von 1901 bis 1908 an der Akademie für Bildende Künste Wien bei Edmund Hellmer und Hans Bitterlich. Aufgrund seiner künstlerischen Begabung konnte Preibisch von 1904 bis 1908 die von Edmund Hellmer geleitete Spezialklasse für höhere Bildhauerei besuchen. Die künstlerischen Vorlieben Hellmers für Denkmäler, Grabmale und allegorische Figuren beeinflussten die Werke von Preibisch zeitlebens. Nach dem Studium verließ er Österreich, um in Hamburg sein erstes Atelier zu gründen. 1910 lernte er bei einem Ausflug in Boizenburg die begabte junge Grafikerin Therese Preibisch-Lemm (* 29. Oktober 1893; † 24. April 1972) kennen, die er 1913 in Bergedorf heiratete. Beide führten in Hamburg-Bergedorf ein gemeinsames Atelier, das der vermögende Vater der Frau, Eigentümer der F. Lemm Schiffswerft Boizenburg, bis 1917 finanzierte. 1915 meldete sich Preibisch freiwillig zum Kriegsdienst in der österreichischen k. u. k. Armee und diente im Rang eines Leutnants der Reserve beim Stab des Landwehr-Infanterieregiments „Leitmeritz“ Nr. 9. Aufgrund finanzieller Probleme musste das Paar 1917 das geräumige Bergedorfer Atelier aufgeben und siedelte in die beschauliche Kleinstadt Boizenburg über. Hier gründeten sie im Verlauf des Jahres 1923 den Boizenburger Kunstverein, der das städtische Kulturleben über viele Jahre hinweg beeinflusste. Preibisch unterhielt zuerst ein Atelier im Haus in der Marktorstraße Nr. 1, zog dann aber später in die Lagerräume eines Geschäftshauses in der Reichenstraße Nr. 17 um. Dort schuf er eine bemerkenswerte Anzahl von plastischen Kunstwerken. Maximilian Preibisch starb an den Folgen eines Schlaganfalls, den er zuvor beim Eisfreimachen seines Ruderbootes im Boizenburger Stadthafen erlitt. Er wurde in der Grabkapelle der Familie Lemm auf dem Boizenburger Friedhof beigesetzt.
Therese Preibisch-Lemm war auch nach dem Tod ihres Mannes künstlerisch tätig. So gründete sie 1949 mit anderen bildenden Künstlern das Künstlerkollektiv Boizenburg/Elbe. Im April 1959 verließ sie mit der jüngsten Tochter Ingrid (* 30. Juli 1929), die in Greifswald Sport studiert hatte, die damalige DDR und zog nach Lüdenscheid. Die älteste Tochter Ingeborg (* 12. Dezember 1915) war bereits 1955 aus der DDR geflüchtet und hatte drei ihrer acht Kinder bei der Großmutter in Boizenburg zurückgelassen. Therese Preibisch-Lemm starb im Alter von 79 Jahren in Lüdenscheid. Sie wurde wie ihr Ehemann in der elterlichen Grabkapelle in Boizenburg bestattet.

## Wirken
Sowohl Maximilian Preibisch als auch seiner Frau gelang es nicht, sich in einer für Künstler schwierigen Zeit eine einträgliche künstlerische Karriere zu erarbeiten. Sein Wirken blieb trotz einiger bemerkenswerter plastischer Arbeiten, die sich zumeist am Historismus und später am Jugendstil orientierten, regional begrenzt. Er hinterließ zudem zahlreiche Aquarelle und kolorierte Federzeichnungen, die er vorwiegend seinem Freundeskreis zukommen ließ. Preibisch entwarf auch eine formschöne elektrische Tischlampe, die eine fast unbekleidete weibliche Figur darstellte, im Stil des Art déco.
Das künstlerische Werk seiner Frau Therese ist bis heute weitgehend unbekannt und umfasst vorwiegend regionale Aquarelle und Federzeichnungen.

## Werkauswahl

### Plastische Werke
- Skulptur „Schmerz“, gezeigt auf der Jahresausstellung der Akademie der bildenden Künste in Wien im Jahr 1909[5]
- Grabrelief für Paul Georg Rolfs (1881–1917) auf dem Friedhof Boizenburg, nach 1918
- Zwei auf Konsolen ruhende lebensgroße Büsten am Wohnhaus des Werftbesitzers Lemm im Fährweg in Boizenburg
- Kriegerdenkmal mit Bronzemedaillon auf dem Friedhof Zahrensdorf, Einweihung 19. Oktober 1920[6]
- Gedenktafel der 1914–18 gefallenen Lehrer und Schüler des Heinrich-Hertz-Realgymnasiums Hamburg, März 1921
- Ehrenmal der Groszheim'schen Realschule in Lübeck. Enthüllt wurde es am 22. Dezember 1922 auf dem Ehrenfriedhof. Heute befindet es sich auf dem Vorwerker Friedhof.
- Grabmal für Anton Pretschendörfer (1892–1923) auf dem Friedhof Boizenburg, um 1923[7]
- „Mutter und Kind“, Grabplastik Grab Louise Ziegert auf dem Friedhof Boizenburg, von 1926[7]
- Kriegerdenkmal 1914–18 auf dem Friedhof Boizenburg, errichtet 1925/26
- Kriegerdenkmal 1914–18 in Kiel
- Fries mit Allegorien und symbolischen Figuren am Wohn- und Geschäftshaus Gustav Niemann an der Ecke Schloßstraße 32/34/Mecklenburgstraße 41/43 in Schwerin, von 1928[8]
- Tierreliefs am Wohnhaus des Tierarztes Wilhelm Brumm, An der Quöbbe Nr. 20 in Boizenburg, von 1934
- Zwei vollplastische Figuren auf Konsolen und vier Reliefs der Städte Hagenow, Wittenburg, Boizenburg und Lübtheen über dem Eingangsportal, ehemaliges Landratsamt in der Hagenstraße in Hagenow, von 1928/29
- Wappenrelief am Rathaus Zarrentin, von 1934
- Madonnenplastik für die katholische Kirche in der Bahnhofsstraße 53 in Boizenburg, von 1934
- Reichsadler für das Eingangstor der NSDAP-Gauschule in der Schloßgartenallee 61 in Schwerin, von 1935
- Sechs überlebensgroße allegorische Wandfiguren für das Hansa-Filmtheater in der Maßmannstraße in Rostock, von 1937[9]
- Galvanoplastik, männliche Relieffigur, gefertigt in der Württembergischen Metallfabrik in Geislingen, von 1938
- Wandrelief „Arbeit in Boizenburg“ in der Empfangshalle des Bahnhofs (heute Gaststätte) der Stadt- und Hafenbahn Boizenburg, Vor dem Mühlentor 14, von 1938
- Relief mit Allegorischen Figuren am Wohnhaus Otto Allmeling im Schwanheider Weg Nr. 20 in Boizenburg, von 1938

### Aquarelle und Federzeichnungen
- Aquarell Am Färbergraben, Heimatmuseum Boizenburg, von 1924
- Federzeichnung Die Kirche zu Zahrensdorf, Heimatmuseum Boizenburg, von 1934

### Zugeschriebene Werke
- Büste Georg Adolf Demmler im Demmlerhof in Schwerin, um 1928
- Zwei Masken, die Tragödie und Komödie darstellend, am Eingang des Lichtspielhauses in der Hagenstraße in Hagenow, von 1938/39
- Gestaltung Eingangsbereich des alten Finanzamtes in Winsen/Luhe
- Entwurf von vier Figurengruppen für einen „Märchenbrunnen“,[10] der anlässlich der 1934 in Schwerin stattfindenden Gartenbauausstellung ausgestellt werden sollte[11]
- Medaillon und flankierende Putten am Wohnhaus Hamburger Straße Nr. 25 in Boizenburg[11]

## Galerie

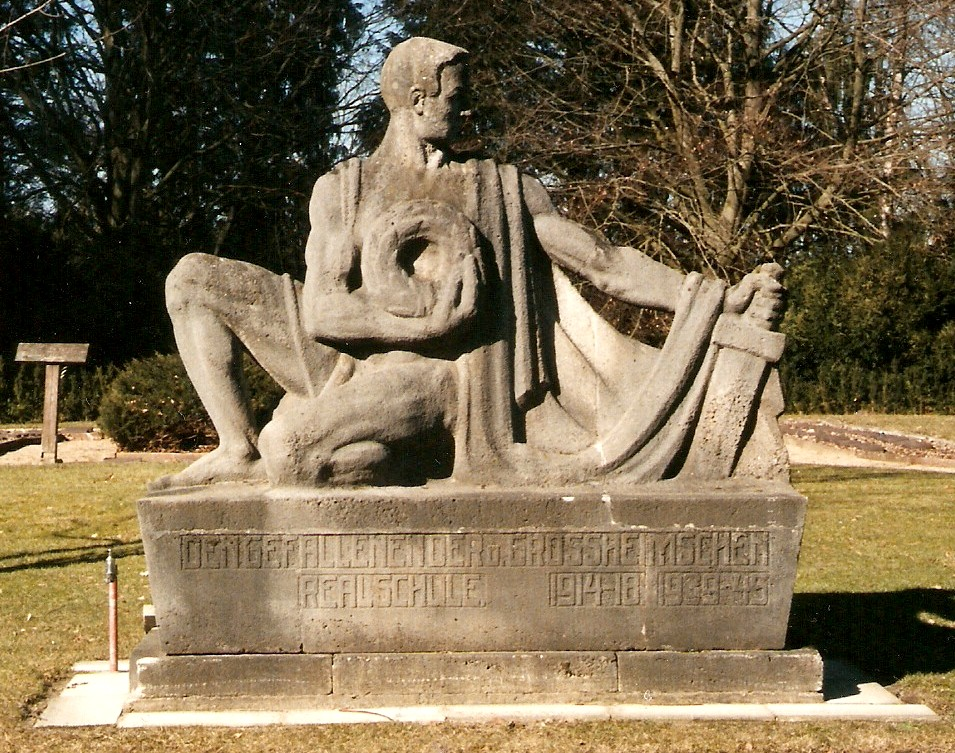
Ehrenmal der Groszheim’schen Realschule Lübeck
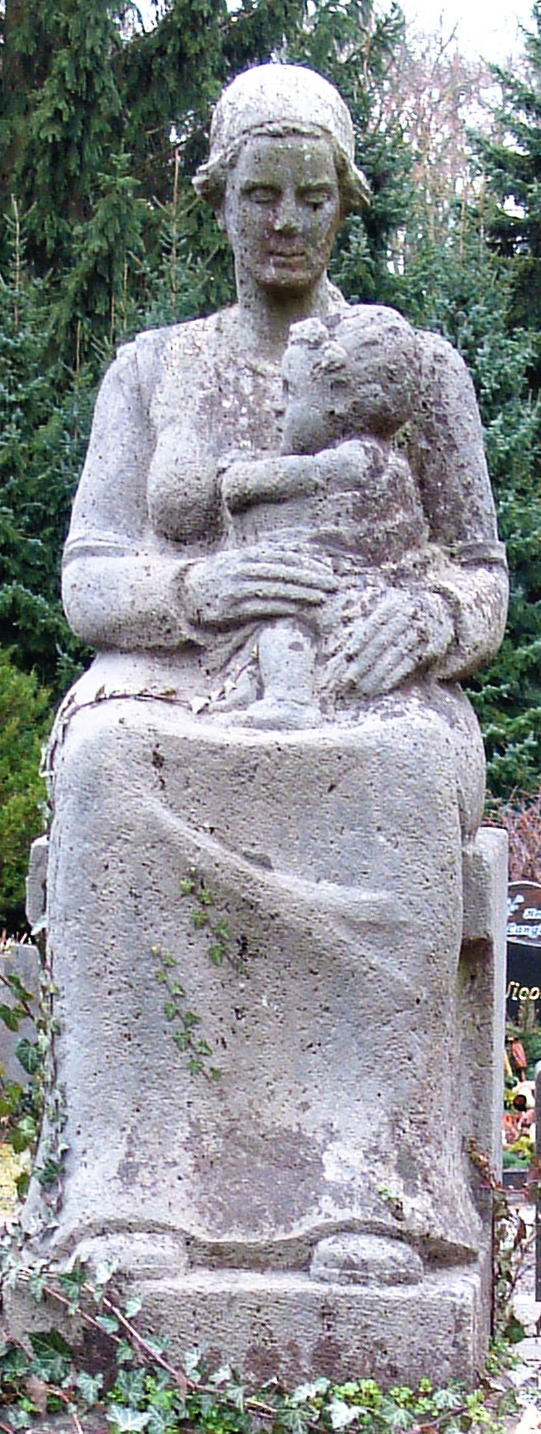
Grab Ziegert
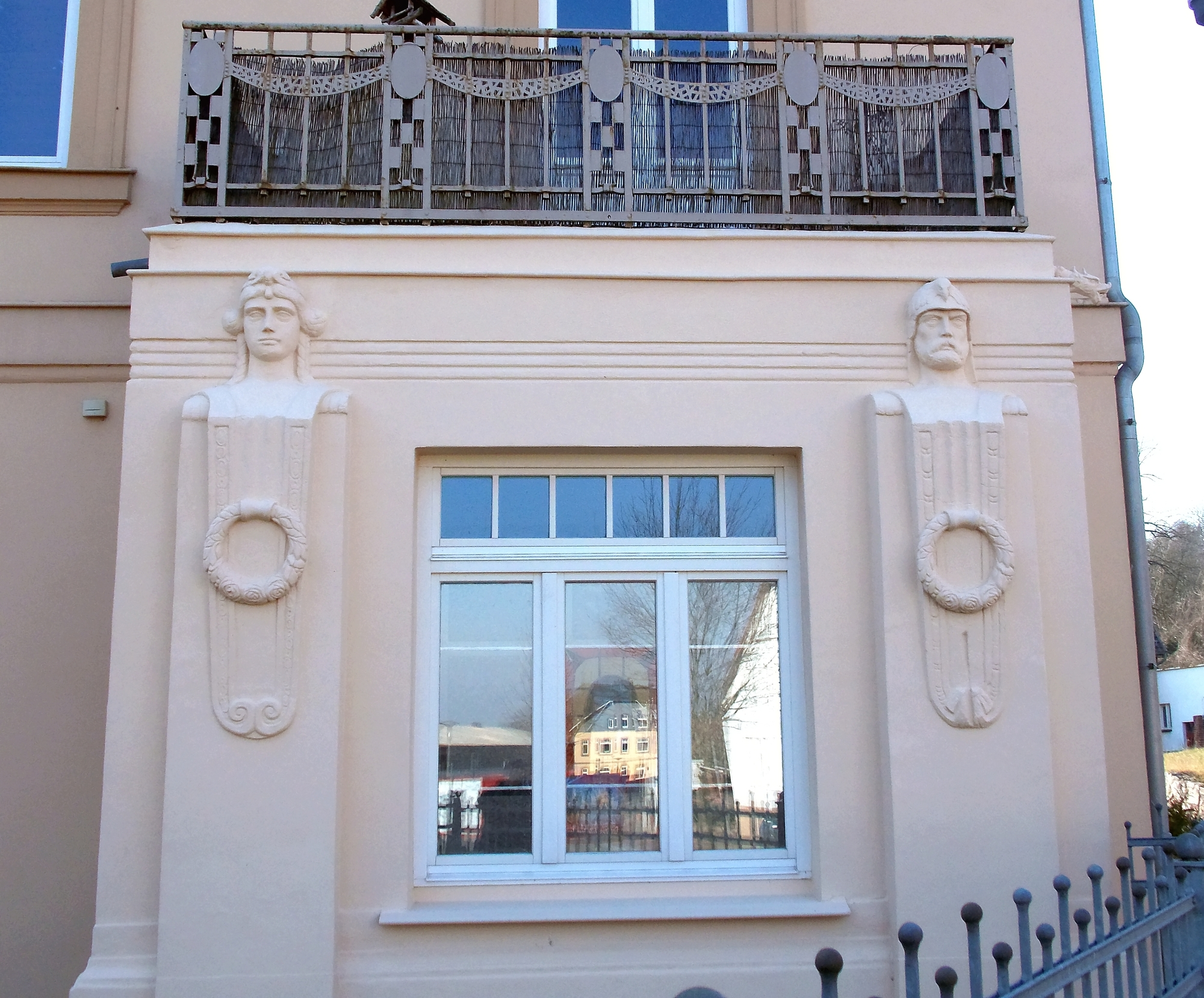
Wohnhaus Franz Lemm
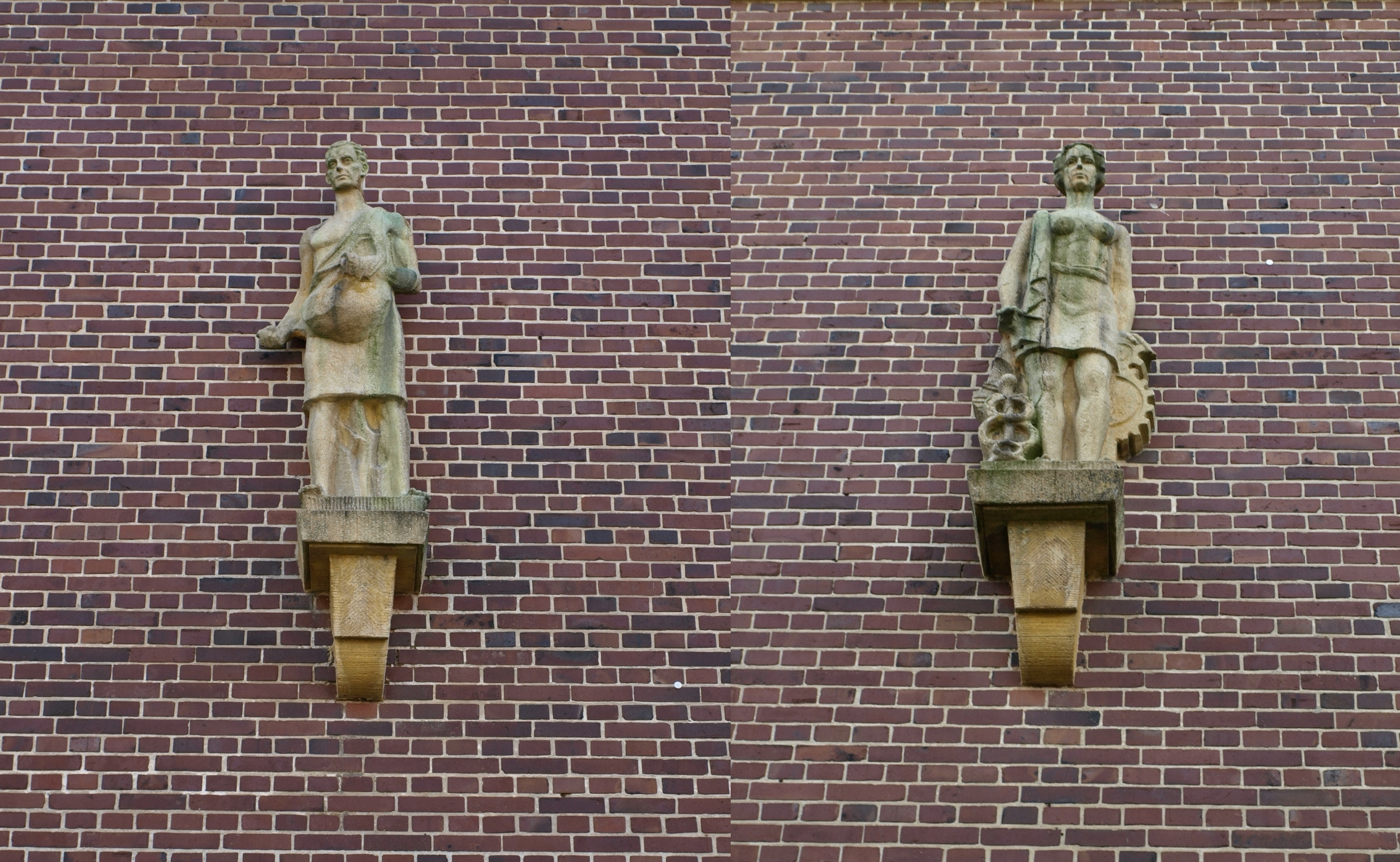
Ehemaliges Landratsamt Hagenow
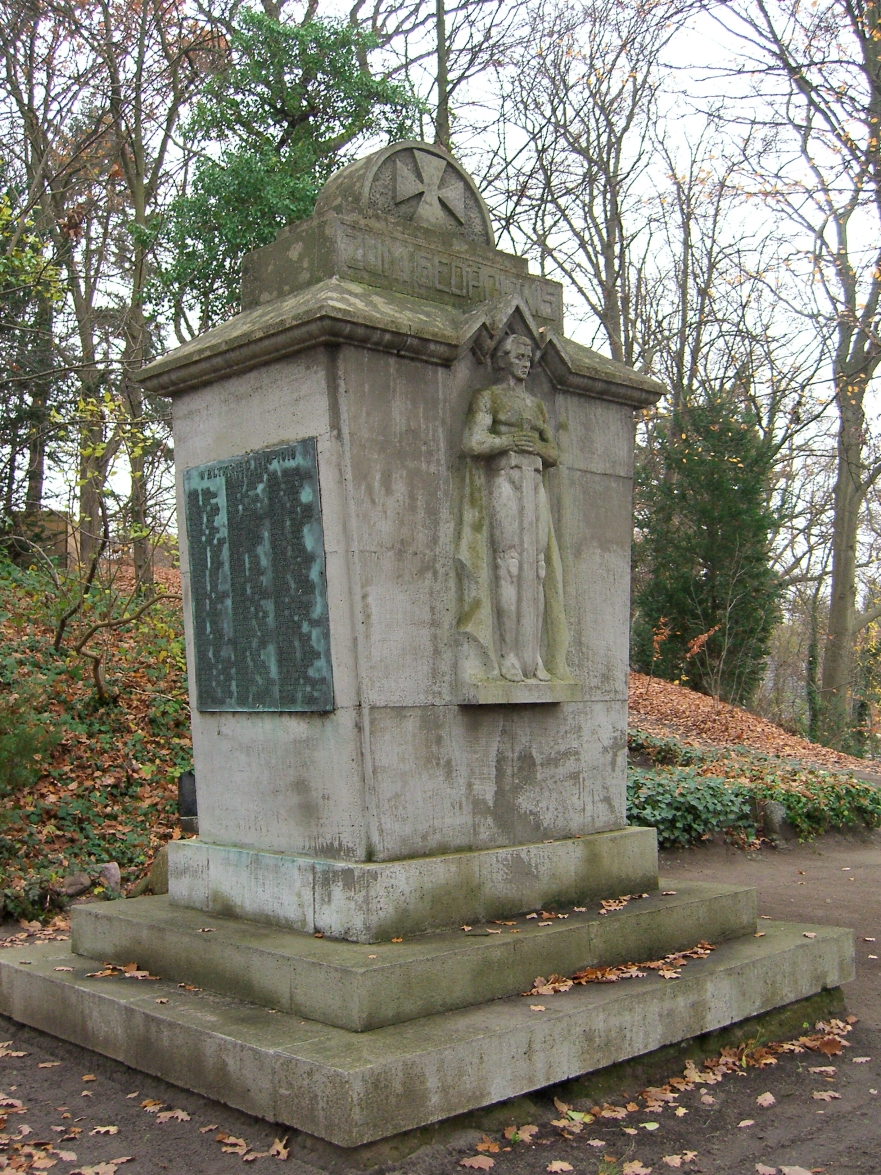
Kriegerdenkmal Boizenburg
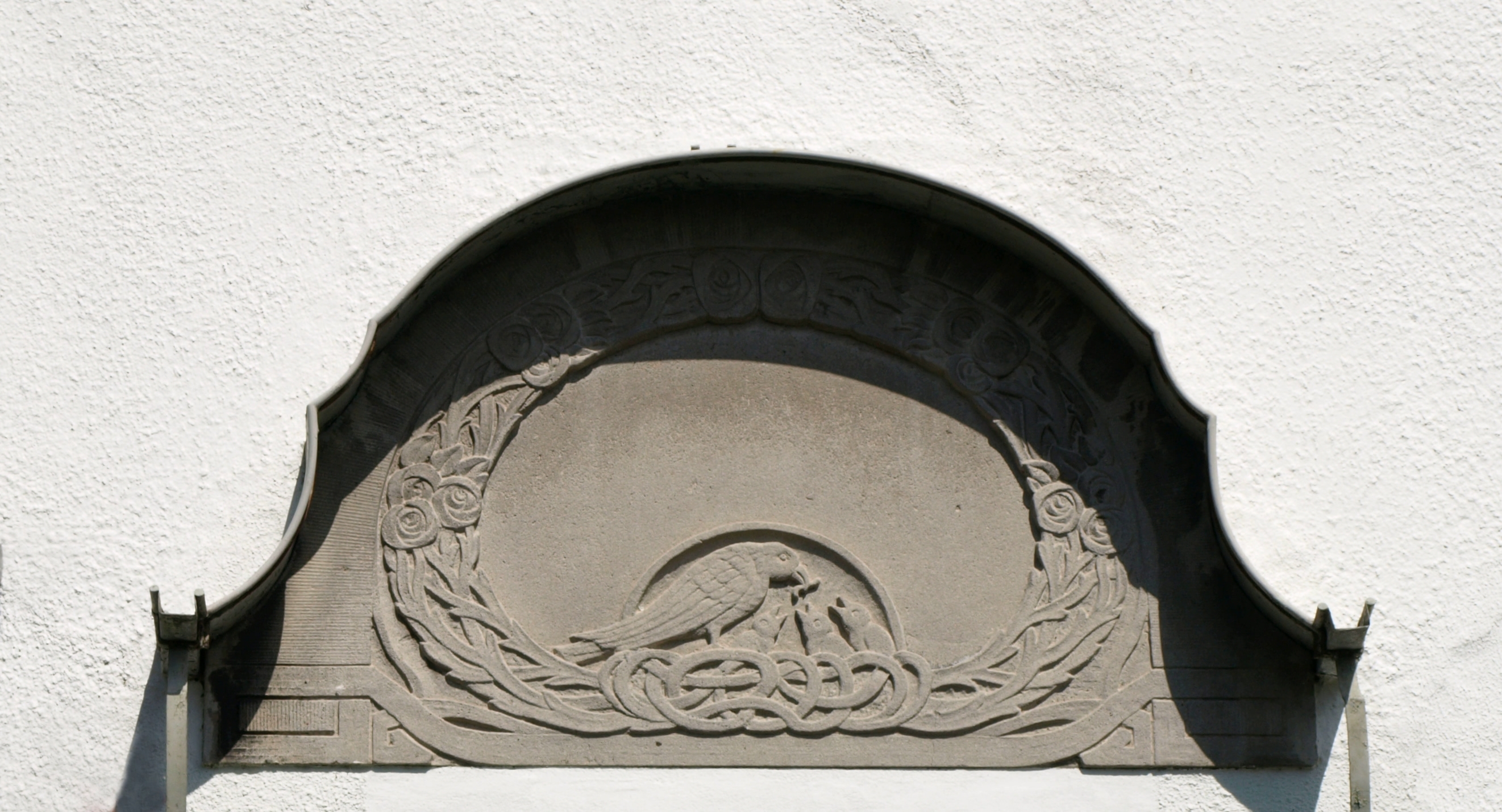
Türbogenrelief Wohnhaus Ameling
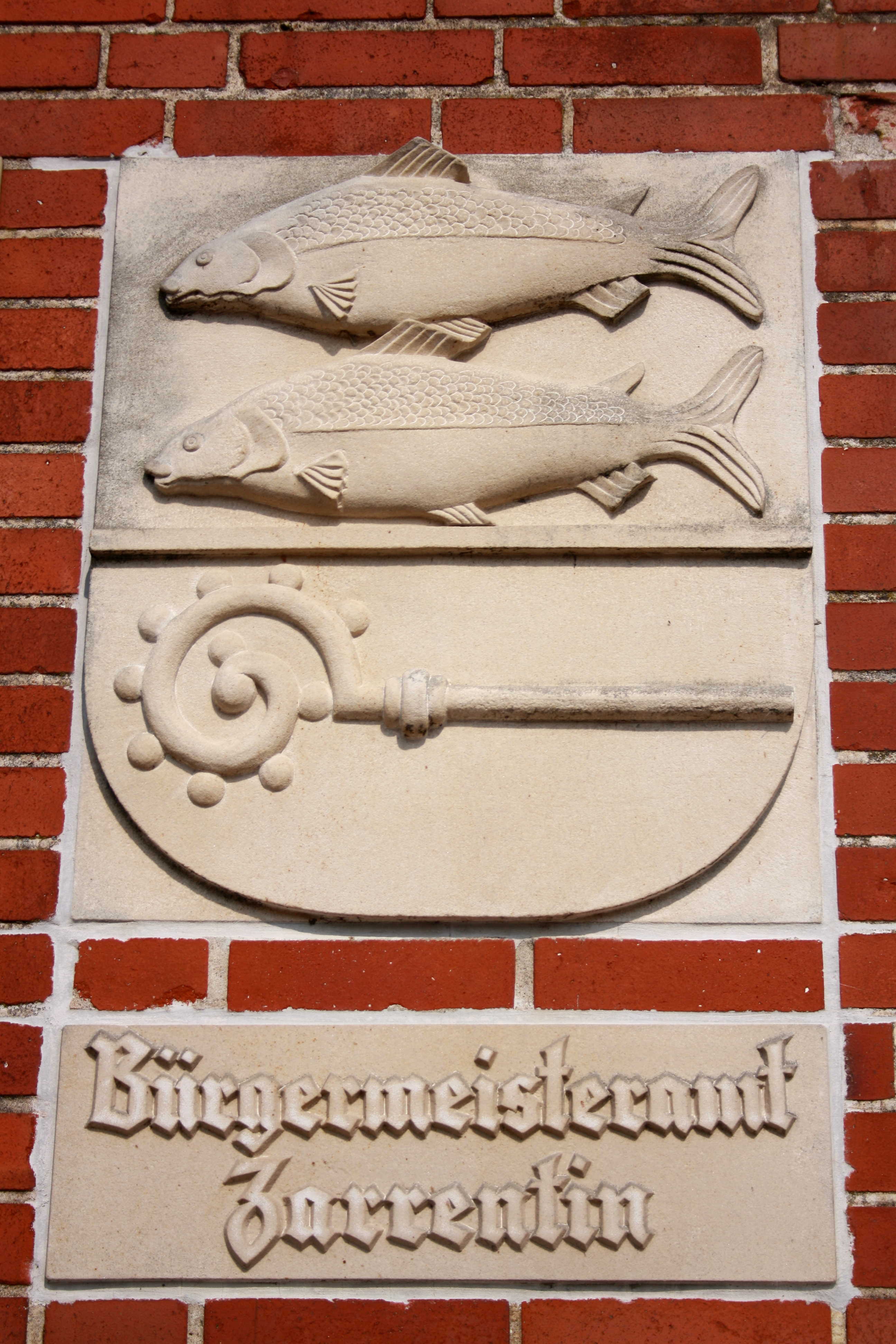
Wappenrelief Zarrentin
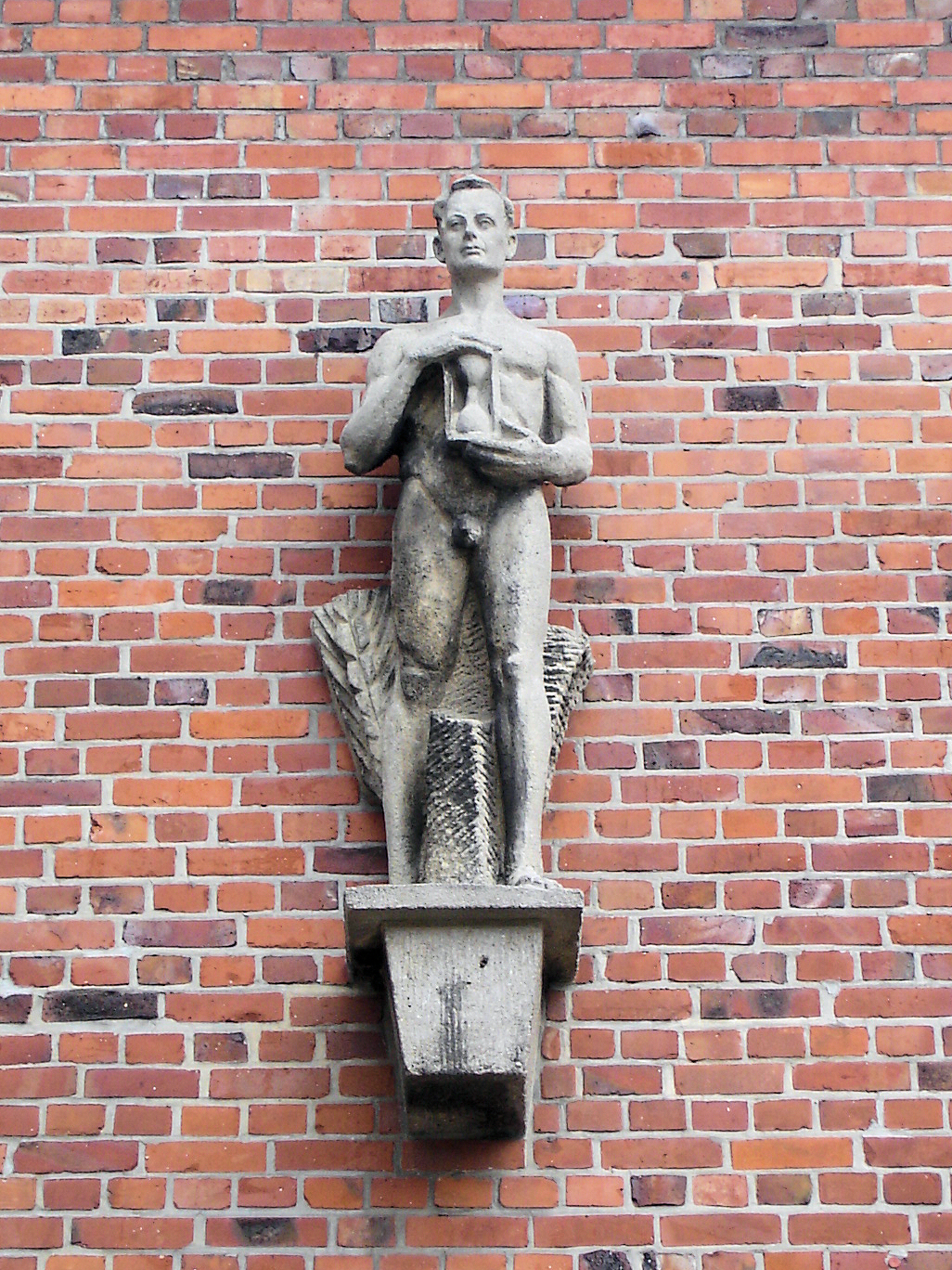
Wandfigur Hansa-Filmtheater